# Міжнародний день боротьби за права людей з інвалідністю
Міжнародний день боротьби за права людей з інвалідністю — відзначається щорічно 5 травня.
У цей день 1992 року люди з інвалідністю з сімнадцяти країн одночасно провели перший Загальноєвропейський день боротьби за рівні права і проти дискримінації люди з інвалідністю. З того часу подібні заходи відбуваються кожне п’яте травня.
Цей день покликаний звернути увагу людей на проблеми, пов’язані з захистом прав людей з інвалідністю. 
Мета Міжнародного дня боротьби за права людей з інвалідністю:  
- сприяння більш глибокому розумінню проблем, пов’язаних з людьми, які мають інвалідність;
- мобілізація підтримки прав та гідності людей з інвалідністю.

Відзначення цього Дня є важливим не лише для людей, які мають інвалідність, але й для суспільства загалом. Залучення людей з інвалідністю до усіх сфер життя громади створює очевидні переваги для громадянського суспільства та стимулює його розвиток.